# We Wanna
We Wanna è un singolo delle cantanti rumene Alexandra Stan e Inna, pubblicato l'8 giugno 2015 come primo estratto dal terzo album in studio di Alexandra Stan Alesta.
Il brano vede la partecipazione del rapper portoricano Daddy Yankee.

## Video musicale
Il 1 giugno sono stati lasciati tre video teaser e poi nel 5 giugno 2015 è stata pubblicata la lyrics video. Il video ufficiale è stato pubblicato lo stesso giorno della pubblicazione del singolo ufficiale su Youtube, in cui mostra le due cantanti entrare dentro ad un locale in cui si scatenano nel ballo con tutti i loro amici.

## Tracce
1. We Wanna - 3:20

## Classifiche
| Classifica (2015) | Posizione massima |
| ----------------- | ----------------- |
| Cile              | 39                |
| Giappone          | 72                |
| Italia            | 60                |
| Polonia           | 13                |
| Turchia           | 15                |
| Spagna            | 82                |